# Fevzi Zemzem
Fevzi Zemzem (né le 4 juillet 1941 à İskenderun en Turquie et mort le 21 mars 2022) est un joueur de football international et entraîneur turc, qui jouait au poste d'attaquant.

## Biographie

### Entraîneur
Son premier club en tant qu'entraîneur est lorsqu'il va dans le club de l'Orduspor K. Cette année-là, Orduspor finit à la 4e place du championnat et se qualifie pour la coupe UEFA. Il prend ensuite les rênes de Samsunspor (1981–82) et de Diyarbakırspor (1985-86) qu'il fait monter en D1. Il a notamment entraîné et fait découvrir Tanju Çolak et Dobi Hasan.